# Eddy De Mey
Eddy De Mey (Dendermonde, 13 maart 1949) is een Vlaams weerman. Hij was lange tijd de belangrijkste weerman op de Vlaamse commerciële televisiezender VTM.

## Levensloop
De Mey is afkomstig van Dendermonde. Hij startte zijn carrière als weersvoorspeller van de krant Het Laatste Nieuws. Toen de commerciële zender VTM werd opgericht in 1989 maakte hij de overstap en werd hij de vaste weerman voor deze zender. 
In 2005 kreeg hij met gezondheidsproblemen (voortdurende oorsuizingen) te kampen. Er werd besloten zijn werk iets te verzachten en hem nog maar één keer per dag het weer te laten presenteren, in plaats van na elke nieuwsflash.
Op 31 januari 2007, een aantal weken voor zijn 58ste verjaardag, presenteerde De Mey voor de laatste keer Het Weer. Na de uitzending werd hij dan ook van harte gefeliciteerd door zijn jongere collega's. De Mey bleef enkele jaren nadien wel nog actief achter de schermen, en verzorgde ook nog de weerpraatjes van een aantal kranten en persagentschappen.
Hij had een cameo in de serie Familie. In Nonkel Jef kwam Eddy De Mey het weer voorspellen in het fictieve dorpje Ginderbos. Hierin ging hij een weddenschap aan met Jef Melkenbeek. 
In 2020 dook De Mey op tijdens een aflevering van het VRT-programma Zelfde deur, 20 jaar later met Martin Heylen.